# Валтер Штетнер
Валтер Штетнер (Минхен, 1895 — Авала, 18. октобар 1944) био је немачки официр племићког порекла. Други светски рат га је затекао у чину пуковника у Првој брдској дивизији, која се сматра једном од елитних дивизија Вермахта.

## Биографија
Са својом дивизијом учествовао је у нападу на Пољску септембра 1939. и нападу на Југославију априла 1941. године.
Од јуна 1941. његова дивизија борила се на Источном фронту у склопу Групе армија Југ, а у децембру 1942. борила се на Кавказу, освојивши највиши врх Кавказа, Елбрус.
Након пораза у Стаљинградској бици, априла 1943, његова јединица транспортована је у Србију, а Штетнер је одликован Орденом витешког крста, унапређен у чин генерал-мајора и постављен за команданта дивизије.
Његова дивизија је током маја и јуна 1943. учествовала у операцији „Шварц“, током које је починила ратне злочине над припадницима НОВЈ. Септембра 1943. учествовала је у разоружавању италијанских јединица. На острву Крфу у Јонском мору његова дивизија починила је ратне злочине против заробљених Италијана.
Од новембра 1943, 1. брдска дивизија поново је распоређена у Југославију и потчињена 2. оклопној армији. У саставу оперативне групе ове армије учествовала је у операцијама "Кугелблиц“, "Шнештурм“, "Валдрауш“, "Реселшпрунг“, "Рибецал“ и другим, против јединица НОВЈ. Октобра 1944. током београдске операције опкољена је у околини Смедерева од јединица Црвене армије и НОВЈ. Током покушаја пробоја из обруча, 18. октобра 1944. на планини Авали генерал Валтер Штетнер је погинуо.